# Basilodes
Basilodes là một chi bướm đêm thuộc họ Noctuidae.

## Các loài
- Basilodes chysopis Grote, 1881
- Basilodes inquinatus Hogue, 1963
- Basilodes pepita Guenée, 1852
- Basilodes straminea Poole, 1995